# 瓦爾伊格爾鎮區 (阿肯色州麥迪遜縣)
瓦爾伊格爾鎮區（英語：War Eagle Township）是位於美國阿肯色州麥迪遜縣的一個行政鎮區。

## 地方資料
根據2010年美國人口普查的數據，瓦爾伊格爾鎮區的面積為155.90平方千米，當中陸地面積為154.80平方千米，而水域面積為1.10平方千米。當地共有人口4037人，而人口密度為每平方千米25人。